# چروره
چروره (به ایتالیایی: Cervere) یک کومونه در ایتالیا است که در استان کونیو واقع شده‌است.

## خصوصیات
چروره ۱۸٫۹ کیلومترمربع مساحت و ۱٬۹۳۲ نفر جمعیت دارد و ۳۰۱ متر بالاتر از سطح دریا واقع شده‌است.